# Португальская футбольная федерация
Португальская футбольная федерация (порт. Federação Portuguesa de Futebol) — организация, осуществляющая контроль и управление футболом в Португалии. Штаб-квартира находится в Лиссабоне районе Сан-Мамеде.
Федерация основана в 1914 году, член ФИФА с 1923 и УЕФА с 1954.
Союз организует деятельность и управляет национальными сборными по футболу, в их число входит и главная национальная сборная. Под эгидой союза проводятся соревнования во третьей лиге, четвёртой лиге, Кубке Португалии, Суперкубке Португалии.

## Награды
| Почётный член ордена Заслуг | Почётный член ордена Инфанта дона Энрике |